# 우륵의 7곡 하기물
하기물(下奇物)은 악사(樂師) 성열현(省熱縣) 사람 우륵(于勒)의 12곡 가운데 제7곡명으로 향촌의 희악(喜樂)과 관련한 향가이다.

## 하기물(下奇物) 곡명의 원전사료
- 《삼국사기》에 우륵이 지은 12곡 가운데 7곡은 하기물(下奇物)[1]이다.

## 하기물(下奇物) 곡명의 지명설
- 하기물(下奇物)의 곡명을 지리적으로 말송보화(末松保和)는 거사물(居斯勿) 금물(今勿), 양주동(梁柱東)·김동일(金東旭)은 김천(金泉) 금물(今勿), 전중준명(田中俊明)·김태식은 남원시(南原市) 하기문(下己汶)으로 비정했다.[2]
- 경상북도 금릉군 개령지방의 아랫지방의 밝혀진 하기물은 우륵이 그 지방에서 불리던 민요같은 노래를 가야금곡으로 편곡한 악곡으로 추정된다.[3]

## 우륵의 12곡명과 하기물(下奇物)의 지명설 문제점 예시
- 덕사내(德思內)는 하서군(河西郡)의 악(樂)이다.[4]
- 석남사내도(石南思內道)는 동벌군(同伐郡)의 악(樂)이다.[5]

```
곡명(曲名)과 군명(郡名)이 일치하지 않은 것으로써 
하기물
(下奇物)을 지명으로 속단할 수 없다.
```

## 하기물(下奇物) 곡명의 분석
- 사내악(思內樂)은 일설에 시뇌(詩惱)라고 짓는다. 내해왕(奈解王) 때 지은 것이다.[6]
- 사내기물악(思內奇物樂)은 원랑도(原郎徒)가 지은 것이다.[7]
- 사내기물악(思內奇物樂)은 사내악(思內樂)과 기물악(奇物樂)은 진평왕(재위 579~632) 때 원랑도(原郞徒)의 작품을 통하여 진흥왕(재위 540~576) 때 악사(樂師) 우륵(于勒)이 작곡한 하기물(下奇物)의 곡명을 분석하는 지남이 된다.
- 우륵의 12곡 가운데 일곱번째 곡조 하기물(下奇物)은 희악(喜樂)의 향가이다.[8]